# 串联航空
串联航空（Tandem Aero）是一家摩尔多瓦的包机航空公司，于1998年创立，2008年的载客量为24,700人。

## 运营
串联航空在2007年7月获得的准营证包括了客运，货运和邮件等航空业务。